# Фендер стратокастер
Фендер стратокастер (енгл. Fender Stratocaster), или још познат као Страт, је модел електричне гитаре коју су 1954. дизајнирали Лео Фендер, Џорџ Фулертон и Фреди Таварес, а која се без престанка производи и данас. То је електрична гитара пуног тела са двоструким пресеком и продуженим рогом због постизања бољег баланса приликом свирања у стојећем положају. Стратокастер користили су многи познати гитаристи и могао се чути у многим познатим снимцима. Заједно са моделима електричних гитара Гибсон Лес Пол, Гибсон СГ и Фендер телекастер, предстаља један од најпрепознатљивијих и најутицаја гитара модела електричних гитара. Дизајн стратокастера представља данас се сматра правим класиком у индустријском дизајну свих времена, одређени примерци ових гитара данас су изложени у многим великим музејима широм света.
У својој оригиналој форми до 1957. године, Стратокастер је нуђен у двобојној санбурст обради, заједно са дубоко изрезаним телом од јасена, вратом од јавора са 21. прагом, налепљеним црним тачкама и Класон чивијама, убрзо је Фендер почео да израђује тела и од јове. У понуди су биле друге боје које нису биле стандардизвоане све до 1960. године. Гитаре у другим бојама су биле рађене по посебном захтеву наручилаца за шта је наплаћивано са 5% на укупну цене гитара и за то су се користиле Дупонтове ауто боје. Бели пикгард, причвршћен са 8 завртња на телу гитаре, био је јединствен концепт, јер се испод њега уграђивана електроника, што је омогућило лак приступ електроници, изузев прикључку за утичницу кабла који је био одвојен. Даља константна унапређења дизајна Стратокастер гитара (како Фендерових оригинала тако и копија) донеле су до побољшања и свирљивости и звука гитаре, али и даље постоје појединци који и даље преферирају звук првих модела.
Стратокастер гитаре су често копиране, тако да се термин „Страт“, иако заштитно име Фендера, користи као општи појам за описивање типа гитара сличног облика и карактеристика.

## Дизајн и промене
Дизајн Стратокастера је углађенији, закривљени облик тела је друкчије од равног, плочастог дизајна Телекастера. Тело је карактеристично по закривљењима са задње стране и предње стране ради лакшег свирања и мањег замарања руке. Врат од једног комада јавора је посебно обликован, а глава гитаре је знатно шира у односу на Телекастер модел. Жице се уграђују кроз тело гитаре и покретну кобилицу, закачену са опругама. Оригинални Стратокастери су били опремљени са 5 опруга које су затезале кобилицу у односу на тело гитаре. Многи музичари су уклањали две опруге и затезали завртње како би омогућили плутање кобилице. У таквом положају могла се уградити тремоло ручица на кобилици како би се повисио или снизио одређени одсвирани тон. Неки музичари као на пример Ерик Клептон, никад нису волели ову могућност плутајуће кобилице и често би блокирали кобилицу уз помоћ комада дрвета. Неке Стратокастер гитаре имају фиксирану кобилицу и оне су познате под називом „хард теилс“ (тврди репови).
Стратокастер гитаре поседују три пикапа са једним намотајем, и који су оригинално бирани уз помоћ тростепеног клизног прекидача. Гитаристи су врло брзо открили да уколико би заглавили прекидач између прве и друге позиције, била би активни пикап изнад кобилице и средњи пикап, исто тако кад би се заглавио прекидач између друге треће позиције били би активни средњи и вратни пикап. Овај трик често коришћен и Фендер је одлучио да понуди гитаре са петостепеним прекидачима (1979. године то постаје стандард). Многи познати музичари као Дејвид Гилмор, Рори Галахер, Марк Нопфлер, Боб Дилан, Ерик Клаптон и Роберт Креј су често свирали на овим комбинацијама пикапова због врло специфичног звука. Оригинално вратни и средњи пикап су били повезани на тонске потенциометре док пикап изнад кобилице који је накошен није имао контролу тона. Ова конфигурација је значила да комбинација вратног и средњег потенциометра шаље сигнал кроз два потенциометра, што је резултовало губитком квалитета тона, а честа модификација је била повезивања другог потенциометра са пикапом код кобилице. Код модерних Стратокастера, са првом тонском контролом повезани су вратни и средњи пикап, док други повезује пикап код кобилице.
Контрола јачине звука код сва три пикапа се регулише уз помоћ једног потенциометра. Положај потенциометара је такав да омогућава лак приступ контролама чак и у току свирања.
У почетку су сва три пикапа била идентична. Са популаризацијом коришћења комбинације пикапова, Фендер је 1977. заједно са петостепеним прекидачем представио и средњи пикап са обрнутим поларитетом. Ово је омогућило смањивање шума на позицијама 2 и 4 код коришћења комбинације пикапова. Слична техника за редукцију шума била је раније позната и коришћена је код Гибсонових хамбакер пикапова и одвојених пикапова на Фендеровим бас-гитарама. Данас се све Фендерове гитаре везују по овој шеми како би се смањио шум.
У једном тренутку, Фендер је прешао на коришћење овервоунд пикапова код кобилице који су се налазили најдаље у односу на максималну амплитуду вибрације жице, како би се добио јачи излазни сигнал. Ови пикапови су постали популарни код рок гитариста са југа САД, и често се називају „врући“.
Стратокастер гитаре се препознају због свог светлог, чистог и „тванги“ звука. Вратни пикап има мекши, пунији и јачи звук у одонсу на пикапа код кобилице који је оштријег и светлијег звука. Средњи пикап даје звук који је негде између звука са ова два пикапа.
Од 1959. до 1967. Стратокастер гитаре су испоручиване са простохватом од палисандра, као и у више боја, укључујући и разне комбинације боја у стилу сурферске и хот-род културе, промовисане од стране бендова као што су Сурферс, Вентурс и Бич Бојси. Један од чувених представника те културе је и Дик Дејл који је свирао на Стратокастеру и заједно са Леом Фендером је сарађивао на развоју Фендер Шоуман појачала.
Године 1959. прекинута је производња врата од једног комада јаворовог дрвета, а исте године извршена је промена у дизајну пикгарда са 11 рупа за завртње. По преузимању Фендера од стране ЦБС-а 1965, тржишту се већ 1967. нуде гитаре са вратом од јавора на који је залепљен прстохват такође од јавора, такође је остала опција са простохватом од палисандра. Две године касније Фендер поново у понуду враћа вратове од једног комада јаворовог дрвета после десет година одсуства са тржишта. По увођењу Фендер Стратокастер ултра серије 1989. у стандардној понуди прстохвата јављају се и они израђени од абаноса, иако је и пре тога у периоду од 1983-84. израђена одређена количина Фендер стратокастер елит гитара са прстохватом од абаноса..
Од самог почетка Стратокастери су били опремани са три пикапа са једним намотајем. Али у периоду од 1970. до 1980. године, постале су популарне модификације Стратокастер гитара, где је пикап са једним намотајем замењиван са хамбакер пикапом поготово на страни кобилице. Овакве стратокастер гитаре постале су познате као дебели стратови (Fat Strat). Са овом променом звук гитаре је пунији, прилагођенији хеви метал и хард рок музици. Због популарности ових промена, Фендер убрзо почиње са производњом оваквих гитара, са хамбакером изнад кобилице. Овакав поставка пикапова је позната као ХСС (Humbucer Single Single). Сем ове поставке пикапова касније се јављају и гитаре са два хамбакера (ХХ) које су још познате као и двоструки дебели стратови (Double Fat Strats). Фендер је популарности хамбакера почео да израђује и пикгардове и за друге комбинације пикапова као што су ХСХ (хамбакер сингл хамбакер) и ХХХ (три хамбакера)
Од 1998. године Фендер своје врхунске моделе произведене у САД израђује са шупљинама за ХСХ комбинацију, уместо до тада једне веће шупљине за уградњу пикапова, која још позната под називом „базен“ или „када“. Ово је урађено због повећања укупне количине дрвета у телу гитаре чиме се добија бољи звук, а гитаристима је остављена могућност лаке уградње хамбакер пикапова.

## ЦБС ера
Године 1965. компанију Фендер купује ЦБС корпорација. Куповином Фендера од стране ЦБС корпорације извршене су одређене измене на гитари ради смањивања трошкова производње, што је утицало на сам квалитет гитара. Сам опадањем квалитета гитара опала је и популарност ових Фендерових гитара из тог периода и повећана је тражња половни и старијих модела који су се производили пре 1965. Чак и данас ти модели од пре ЦБС ере и у периоду од 1954. до 1958. године достижу астрономске цене, а неки су продавани и по цени од 175.000 УСД, углавном колекционарима из Јапана.

## Јапански модели и Сквајер
Крајем 1981, Греко је одуста од свог Стратокастер одељења у корист Фендер Јапана. Од 1982. та компанија је почела производњу Стратокастера у Јапану. Фендер Јапан је производио јефтиније Сквајер стратокастере за европско и америчко тржиште. Сквајер била компанија за производњу жица коју је касних 60-их купио ЦБС. Модели из периода ода 1982. до 1984. имали су ознаку у серијском број ЈВ и они су данас познати као Фендер ЈВ стратокастери. Топ-модели ових ЈВ модела били су СТ-85 и СТ-115 који су имали фендерову опрему, пикапове и коришћен је нитроцелулозни лак. 1985. због промене власништва над компанијом и тражења новог погона за производњу гитара, од фебруара до октобра није било производње Фендер гитара у САД, тако да су све гитаре из Фендеровог каталога биле прављене у Јапану. Сматра се да је у периоду од 1984. до 1986. 80% Фендерових гитара произведено у Јапану. Данас постоји производња Фендерових гитара у Јапану, али углавном за јапанско тржиште изузимајући пар модела који су доступни остатку света.
Сквајер модели су израђивали у одређеним периодима и Мексику, САД, Јужној Кореји, док се данас Сквајер модели производе у Кини. Сквајер модели су знатно јефтинији и првенствено су намењени почетницима и аматерима.

## Фендер 1985 – 1998.
Године 1985. власништво над Фендер компанијом преузео је Бил Шулц, после чега је почиње нова ера израде Фендер гитара, које својим квалитетом враћају стари сјај имену Фендер. Куповином Фендера није био обухваћен погони за производњу гитара у Фулертону, па је производња нових гитара започета у новој фабрици у Корони који се налазила 20 mi (32 km) од Фулертона. У току овог периода није се прекидало са производњом у осталим фабрикама ван САД. У новој фабрици је у почетку радило 10 запослених и производили су 5 гитара на дан, док је у фабрици у Фулертону радило 135 људи и дневно су производили више од 200 гитара. У том тренутку челници компаније одлучили су да производе реиздања Стратокастера из 1952. са јаворовим вратом и реиздање гитаре из 1962. са прстохватом од палисандра. Производња ових гитара била је од највећег значаја како би компанија могла опстати. Ове прве гитаре из пост ЦБС ере данас су врло тражене и достижу изузетно високе цене.

## Тренутни модели
Од 2007. Фендер нуди широк избор Стратокастер гитара заједно са реиздањима чувених серија, а преко одељења Кустом шоп могуће је наручити гитаре по посебном захтеву. Онај ко жели може наручити и оригиналне реплике старих модела гитара, чак постоји могућност опремања оригиналном електроником и наношења вештачке рђе и патине како би се добио посебан старији изглед, коришћењем посебне технологије развијене од стране компаније Фендер. Фендер данас своје моделе производи у фабрикама у Америци (Корона Калифорнија), Мексику (Есенада), Јапану и Јужној Кореји. Модели који се производе у САД, у свом називу имају реч амерички и музичари их сматрају квалитетнијим у односу на остале моделе.

### Делукс серија
Делукс серија (Deluxe Series) стратокастера долази са разноликим савременим опцијама као што су Фендер ДХ-1 хамбакер на позицији кобилице и америчким 2-поинт вибрато кобилицом (Фендер/Флојд Росе) и са ЛСР ролер нутом, закључавакићим чивијама и на неким моделима Самаријум кобал бешумним пикаповима са С-1 прекидачима. Гитаре произведене пре 2004. опремане су са Винтиџ бешумним пикаповима.

### Америчка стратокастер серија
Америчка стратокастер (American Series) серија производи се телима од јасена и јове, три посебна модерна пикапа са једним намотајем и Делта Тон системом (који укључује пикап на кобилици са високим излазом и средњим пикапом са обрнутим поларитетом ). Производња хардтејл верзија је прекинута 2007. Од 2003. производи се ХСС верзија са Димонбек хамбакером и два Текс-Мекс пикапа са једним намотајем и С-1 прекидачем.

### Хајвеј 1 серија
Хајвеј 1 (Highway-1) серија је први пут представљена 2002. и редизајнирана је 2007. је концепутално базирна у ценовном рангу између Стандард и Америчке серије инстрамената. Она представља реиздање гитара из ЦБС ере из 60-их и 70-их година. Ови инструменти се праве у САД и израђују се сатенском финишу и користи се нитроцелулозни лак. Опрема је слична Америчкој серији. У редизајну из 2007. измењена је глава гитаре, која сада већа у односу на остале модели и више подсећа на моделе из ЦБС ере.

### Винтејџ хот род серија
Винтејџ хот род серија (Vintage Hot-Rod Series) има изглед старих гитара али са модерним детаљима и опремом како би се добио квалитетнији звук. Изгледом подсећа на гитаре из 50-их и 60-их година али са равнијим прстохватом, већим праговима како би боље звучала са модерном електроником.

### Америчка специјална серија
Америчка специјална серија (American Special Series) је серија стратокастера која се производи искључиво у САД, и ова серија представља комбинацију модерних и класичних технологија у изради стратокастер гитара. У овим серијама користе се атипични материјали за производњу стратокастера, као на пример махагони за израду тела, флојд роуз механизми, хамбакер Атомик 2 пикаови, П-90 пикапови и сл.

### ВГ стратокастер
ВГ стратокастер (VG Stratocaster), Фендер је дизајнирао заједно са јапанском компанијом Роланд. Представљена је 2007. и има два донатна потенциометра, којим се омугућава аутоматска промена штима у неки од понуђених, као и могућност промене звука гитаре. Гитара има могућност емулације звука од стандардног стратокастера до звука телекастера, хамбакера и акустичне гитаре. 1. априла 2009. престала је производња овог модела.

### Похабане серије
Похабане серије (Road Worn) су реиздања Стратокастера из 60-их (са прстохватом од палисандра) и 50-их (са прстохватом од јавора), Текс-Мекс пикаповима, телом од јавора и нитроцелулозним лаком. Ове гитаре су обрађене посебном техником, тако да гитаре делују похабано чиме се ствара утисак старих инструмената.

## Артист модели
Фендер тржишту нуди и велики избор артист модела, које спецификацијама одговарају гитарама које свирају потисани уметници. Постоје посебна артист гитаре које се производе у Кустом шопу, које се разликују од истих продукционих модела, по бољој конструкцији и материјалима што их чини знатно скупљим.
Част да Стратокастер гитаре носе њихове име добили су: Џеф Бек (Jeff Beck), Ричи Блекмор (Ritchie Blackmore), Ерик Клептон (Eric Clapton), Били Коган (Billy Corgan), Дик Дејл (Dick Dale), Том Делонг (Tom Delonge), Дејвид Гилмор (David Gilmour), Бади Гај (Buddy Guy), Ерик Џонсон (Eric Johnson), Дејвид Муреј (Dave Murray), Џон Мајер (John Mayer), Марк Нопфлер (Mark Knopfler), Ингви Малмстен (Yngwie Malmsteen), Стиви Реј Вон (Stevie Ray Vaughan), Кени Вејн Шепард (Kenny Wayne Shepherd), Џими Вон (Jimmie Vaughan).